# 캐슬린 맥더멋
캐슬린 맥더멋(영어: Kathleen McDermott, 1977년 5월 21일 ~ )은 영국의 배우이다.
스코틀랜드 글래스고에서 태어났다.

## 영화
- 데드 셋 (2008년) - 피파 역
- 웨딩 벨 (2007년)
- 니나의 천국의 맛 (2006년)
- 밀크 (2005년)
- 모번 켈러의 여행 (2002년)
- 캐주얼티 (1986년)